# Alessandro Pallantieri
Alessandro Pallantieri (Castel Bolognese, 1505 – Roma, 7 giugno 1571) è stato un funzionario italiano dello Stato Pontificio. Fu governatore di Roma dal 26 aprile 1563 al 31 dicembre 1566; e governatore della Marca di Ancona dal 1º gennaio 1567 all'agosto 1569.

## Biografia
Compì la sua formazione universitaria a Bologna, poi nel 1530 si trasferì a Roma, sotto il pontificato di Clemente VII da cui fu nominato procuratore fiscale in Romagna. Venne quindi nominato governatore prima a Cesena e poi ad Ascoli (1542). Il nuovo papa, Giulio III, lo confermò luogotenente del governatore di Roma, e il 31 gennaio 1552 fu nominato commissario generale della Camera Apostolica, e nel successivo marzo 1544 anche notaio di questa.
Il 3 luglio 1555, sotto papa Paolo IV, diventò procuratore fiscale. Nell'appoggiare il papa nella guerra contro la Spagna (1556-1557), vinta dagli spagnoli e terminata con il trattato di Cave del 12 settembre 1557, si inimicò il cardinale Carlo Carafa, nipote del papa che si opponeva alla guerra. Il cardinal Carafa, accusando il Pallantieri di vari crimini, lo fece deporre dalla carica di procuratore fiscale (7 ottobre 1557) e due giorni dopo incarcerare nella carceri di Tor di Nona.
Il 19 gennaio 1560 egli fu assolto per sentenza del papa Pio IV, che lo reintegrò nella carica di procuratore fiscale. Uscito di galera, ebbe mandato dal papa di occuparsi del processo contro la famiglia Carafa che portò alla morte per strangolamento del cardinal Carlo in Castel Sant'Angelo nella notte del 5 marzo 1561 e a quella di altri tre imputati per decapitazione nel cortile della prigione di Tor di Nona: alla sentenza capitale seguì la confisca di tutti i beni dei condannati, molti dei quali finirono in casa Pallantieri.
Il 26 aprile 1563 Alessandro Pallantieri venne nominato Governatore di Roma e l'11 aprile 1564 emanò in Roma il Bando sopra i libelli famosi che comminava la pena di morte a chiunque scrivesse o collaborasse a scrivere libelli infamanti, li leggesse, li pubblicasse o li tenesse presso di sé. Diventato papa Antonio Ghisleri, pupillo della famiglia Carafa, con il nome di Pio V, il 7 gennaio 1566, questi ordinò la revisione del processo Carafa che fu affidata a Baldo Farrattini, vescovo di Amelia.
Per allontanare da Roma il Pallantieri, sul quale come da prassi, sarebbe dovuta cadere la nomina a revisore del processo, Pio V Ghisleri lo nominò il 1º gennaio 1567 governatore della Marca di Ancona, cedendo il posto di governatore di Roma al Farrattini. Dalla revisione del processo Carafa e dalle testimonianze estorte con la tortura a Niccolò Franco, emersero molte azioni criminose a scapito del Pallantieri che, richiamato da Ancona, venne, al termine di un processo sommario, il 17 settembre 1569 arrestato e incarcerato. All'alba del 7 giugno 1571, Alessandro Pallantieri venne decapitato nel cortile della prigione di Tor di Nona. Suo confortatore spirituale in punto di morte fu San Filippo Neri.